# Olympische Winterspiele 2014/Teilnehmer (Irland)
| Gelbes Symbol für Goldmedaillen mit stilisierten Olympischen Ringen | Graues Symbol für Silbermedaillen mit stilisierten Olympischen Ringen | Braundes Symbol für Bronzemedaillen mit stilisierten Olympischen Ringen |
| ------------------------------------------------------------------- | --------------------------------------------------------------------- | ----------------------------------------------------------------------- |
| —                                                                   | —                                                                     | —                                                                       |

Irland nahm an den Olympischen Winterspielen 2014 in Sotschi mit fünf Athleten in vier Sportarten teil.

## Sportarten

### Skeleton
| Männer - Sean Greenwood 27. Platz |

### Ski Alpin
| Frauen - Florence Bell | Männer - Conor Lyne |

### Skilanglauf
| Männer - Jan Rossiter |

### Snowboard
| Slopestyle Männer - Seamus O’Connor 17. Platz | Halfpipe Männer - Seamus O’Connor 15. Platz |